# Az ősforrás (teleregény)
Az ősforrás (eredeti cím: El Manantial) 2001 és 2002 között vetített mexikói telenovella, amelyet José Cuauhtémoc Blanco és Víctor Manuel Medina alkotott. A főbb szerepekben Adela Noriega, Mauricio Islas, Daniela Romo, Alejandro Tommasi, Karyme Lozano és Manuel Ojeda látható.
Mexikóban 2001. október 1-én a Canal de las Estrellas, Magyarországon a TV2 2004. október 12-én mutatta be.

## Történet
A sorozat San Andrés faluban játszódik, ahol két család, a Valdések és a Ramírezek rivalizálnak egymással. A rivalizálás első és nyilvános oka: az ősforrás. Ez a folyó Rigoberto Valdés (César Évora) birtokán folyik keresztül, amit Justo Ramírez (Alejandro Tommasi) szeretne megszerezni bármi áron, de nem sikerül neki. A második és titkolt ok a magánéletben van, ugyanis Justo Ramírez megcsalja feleségét, Margarita Insunzát (Daniela Romo) Rigoberto feleségével, Francisca Riveróval (Azela Robinson). Alfonsina (Adela Noriega) a Valdés család lánya, aki egy időben született Alejandróval (Mauricio Islas), a Ramírez család örökösével. Egyik éjszaka Rigoberto rajtakapja Justót és feleségét egy kunyhóban. Azon az éjszakán Rigoberto meghal, de örökre megbélyegzi Justót, ugyanis a bozótvágójával megvágja a férfi egyik karját, amit később amputálni kell. Pár évvel később Alejandro, aki külföldön tanult és élt, hazatér, és találkozik Alfonsinával, akivel azonnal egymásba szeretnek.

## Szereplők
| Színész            | Szerep                                    | Magyar hang        |
| ------------------ | ----------------------------------------- | ------------------ |
| Adela Noriega      | Alfonsina Valdés Rivero de Ramírez        | Oláh Orsolya       |
| Mauricio Islas     | Alejandro Ramírez Insunza                 | Dányi Krisztián    |
| Daniela Romo       | Margarita Insunza de Ramírez              | Náray Erika        |
| Alejandro Tommasi  | Justo Ramírez                             | Jakab Csaba        |
| Manuel Ojeda       | Salvador Valdés atya                      | Szersén Gyula      |
| Olivia Bucio       | Gertrudis Rivero                          | Mics Ildikó        |
| Karyme Lozano      | Bárbara Luna Zaval                        | F. Nagy Erika      |
| Azela Robinson     | Francisca Rivero de Valdés                | Ősi Ildikó         |
| Patricia Navidad   | María Magdalena "Malena" Osuna Castañeda  | Kokas Piroska      |
| Jorge Poza         | Héctor Luna Zaval / Héctor Ramírez Rivero | Zámbori Soma       |
| Silvia Pasquel     | Pilar Zaval de Luna                       | Andresz Kati       |
| Raymundo Capetillo | Dr. Álvaro Luna Castillo                  | Rosta Sándor       |
| Angelina Peláez    | Altagracia Herrera de Osuna               | Illyés Mari        |
| Justo Martínez     | Melesio Osuna                             | Gruber Hugó        |
| Alejandro Aragón   | Hugo Portillo                             | Fekete Zoltán      |
| Nuria Bages        | Martha Eloísa Castañeda Vda. de Osuna     | Csampisz Ildikó    |
| César Évora        | Rigoberto Valdés                          | Csernák János      |
| Sergio Reynoso     | Fermín Aguirre                            | Megyeri János      |
| Socorro Bonilla    | Norma de Morales                          | Szórádi Erika      |
| Gilberto de Anda   | Joel Morales                              | Bolla Róbert       |
| Rafael Mercadente  | Gilberto Morales                          | Szatmári Attila    |
| Lorena Enríquez    | María Eugenia "Maru" Morales              | Pap Katalin        |
| Leonor Bonilla     | Mirna Barraza de Aguirre                  |                    |
| Socorro Avelar     | Doña Catalina "Cata" Sosa                 |                    |
| Marga López        | Tisztelendő anya                          | Tóth Judit         |
| Marga López        | Tisztelendő anya                          | Menszátor Magdolna |
| Marisol del Olmo   | Mercedes                                  |                    |
| Luis Couturier     | Carlos Portillo                           | Lázár Sándor       |
| Julio Monterde     | Juan Rosario atya                         | Versényi László    |
| Salim Rubiales     | Javiér Jiménez                            | Seder Gábor        |
| David Galindo      | Cipriano Peña                             | Katona Zoltán      |

## Érdekességek
- Adela Noriega, César Évora és Marga López korábban a Titkok és szerelmek című sorozatban játszottak együtt.
- Manuel Ojeda, César Évora és Azela Robinson korábban a Julieta című sorozatban játszottak együtt.

## DVD kiadás
A sorozat 2005. március 8-án DVD-n is megjelent, rövidített verzióban. Jellemzők:
- Formátum: színes, teljes képernyő, feliratos, NTSC
- Nyelv: spanyol
- Felirat: angol, spanyol
- Régiókód: 1
- Képméretarány: 1.33:1
- Lemezek száma: 1
- Kiadás dátuma: 2005. március 8.
- Játékidő: 280 perc
- Extrák:
  - Interaktív menük
  - Fejezetek
  - Szereplők pályafutása
  - Galéria
- Forgalmazó: Xenon Pictures